# Libera me
Libera me är benämningen på en inom den romersk-katolska kyrkans begravningsceremoniel förekommande växelsång, som börjar: Libera me, Domine de morte æterna ("Fräls mig, Herre, från den eviga döden").
Libera Nos är en bön i romersk katolska mässan som läses efter fräls oss ifrån ondo i  Herrens bön.